# حسن طاهر
حسن طاهر (1946 الجزائر) هو لاعب كرة قدم جزائري.

## روابط خارجية
- حسن طاهر على موقع ناشيونال فوتبول تيمز (الإنجليزية)